# Carlos Garcia Knight
Carlos Garcia Knight (ur. 6 maja 1997) – nowozelandzki snowboardzista, specjalizujący się w konkurencjach Big Air i slopestyle.

## Kariera
Po raz pierwszy na arenie międzynarodowej pojawił się 25 lutego 2014 roku w Mammoth Mountain, gdzie w zawodach FIS Race zajął 16. miejsce w slopestyle’u. W 2014 roku w wystartował na mistrzostwach świata juniorów w Valmalenco, zajmując siódme miejsce w tej samej konkurencji i dwunaste w halfpipie. Podczas rozgrywanych rok później mistrzostw świata juniorów w Yabuli zdobył srebrny medal w slopestyle’u.
W Pucharze Świata zadebiutował 27 lutego 2015 roku w Park City, zajmując 41. miejsce w slopestyle’u. Pierwsze pucharowe punkty wywalczył 22 sierpnia 2015 roku w Cardronie, gdzie był czwarty w tej konkurencji. Na podium zawodów pucharowych po raz pierwszy stanął 4 września 2017 roku w tej samej miejscowości, kończąc rywalizację na trzeciej pozycji. W zawodach tych wyprzedzili go jedynie Marcus Kleveland z Norwegii i Kanadyjczyk Darcy Sharpe. W 2017 roku wystąpił też na mistrzostwach świata w Sierra Nevada, gdzie był siódmy w slopsetyle’u i osiemnasty w big air.

## Osiągnięcia

### Igrzyska olimpijskie
| Miejsce | Dzień     | Rok  | Miejscowość | Konkurencja | Zwycięzca      |
| ------- | --------- | ---- | ----------- | ----------- | -------------- |
| 5.      | 11 lutego | 2018 | Pjongczang  | Slopestyle  | Redmond Gerard |

### Mistrzostwa świata
| Miejsce | Dzień    | Rok  | Miejscowość   | Konkurencja | Zwycięzca      |
| ------- | -------- | ---- | ------------- | ----------- | -------------- |
| 7.      | 11 marca | 2017 | Sierra Nevada | Slopestyle  | Seppe Smits    |
| 18.     | 17 marca | 2017 | Sierra Nevada | Big air     | Ståle Sandbech |
| 19.     | 9 lutego | 2019 | Park City     | Slopestyle  | Chris Corning  |

### Puchar Świata(AFU)

#### Miejsca w klasyfikacji generalnej
- sezon 2014/2015: 119.
- sezon 2015/2016: 40.
- sezon 2016/2017: 57.
- sezon 2017/2018:

#### Miejsca na podium chronologicznie
1. Cardrona – 4 września 2017 (slopestyle) - 3. miejsce